# ふんわり名人

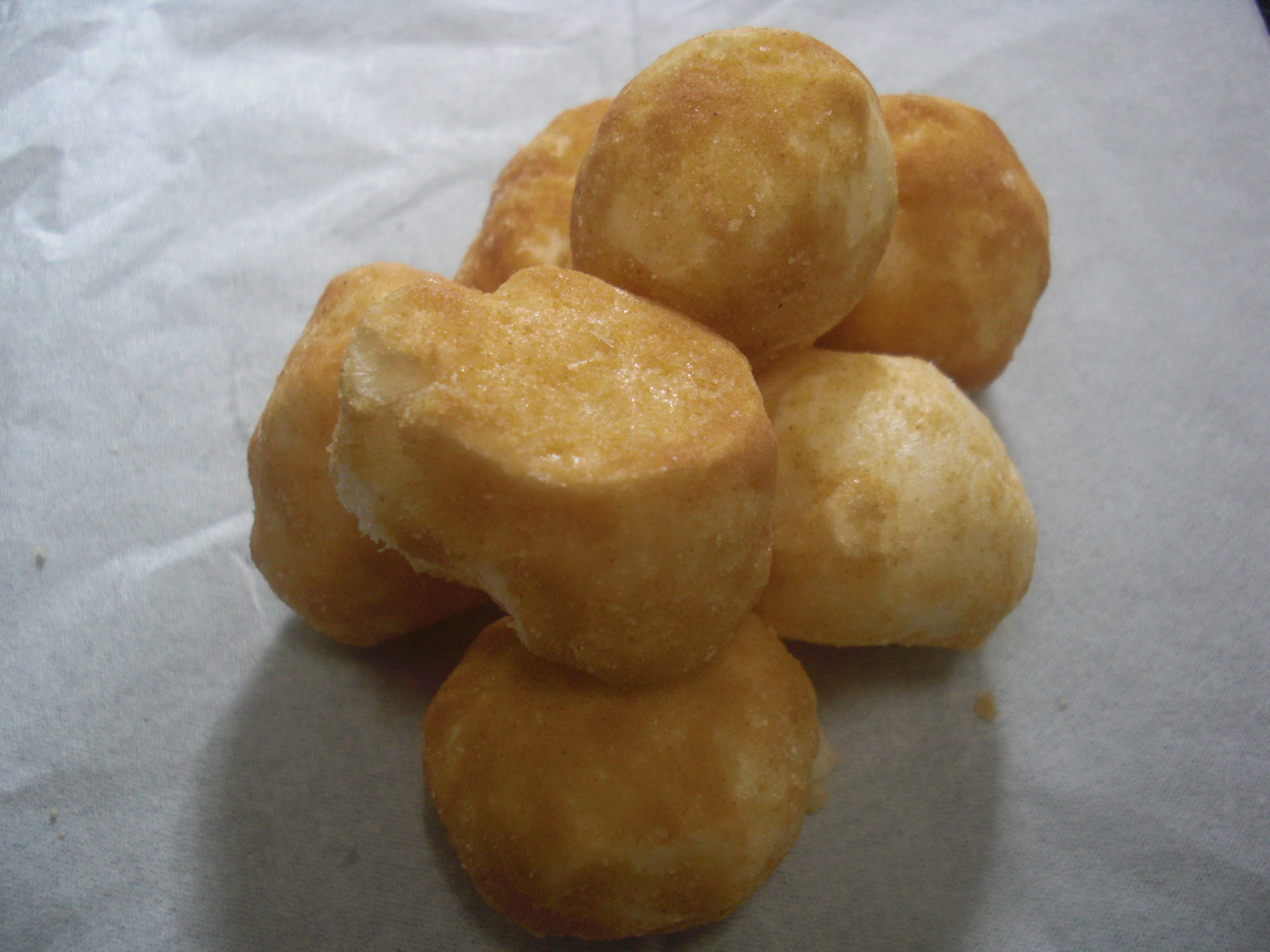
ふんわり名人きなこ餅

ふんわり名人（ふんわりめいじん）は、越後製菓が製造する柔らかい食感が特徴の米菓の商品シリーズである。2005年に「ふんわり名人 きなこ餅」を発売し、その後も同シリーズ商品を販売。

## 概要
従来の米菓になかった口どけを出すため、糊化度（こかど）を極力高めた。デンプンを水と加熱することでデンプン分子が規則性を失って糊状になることを糊化（アルファ化）といい、糊化度とはこの糊化したデンプンの割合である。おかきの糊化度が約8%であるのに対し、ふんわり名人は70〜80%と、つきたての餅の約90%に近い値となっている。

## 歴史
「口どけのよい米菓」というコンセプトの下に1994年（平成6年）頃より開発が始まった。これ以降、いくつかの商品を発表したものの、いずれも人気が出ず、販売終了となってしまった。
2004年（平成16年）、「ふんわり名人きなこ餅」の原形が完成、2005年（平成17年）9月から市販を開始したが、当初はそれほど売れ行きの良い商品ではなかった。同業者らからは「こんなやわらかいものはおかきとはいえない。売れない」と言われながらも、スーパーマーケット等で試食販売を展開した際、試食した客は必ず商品を買っていった。2006年（平成18年）よりブログや口コミで徐々に注目を集め始め、同年12月に南海キャンディーズの山崎静代（しずちゃん）がテレビ番組でこの商品を紹介して以降、芸能人が相次いで商品を取り上げるようになったことで売り上げを伸ばした。同年9月には新商品「ごまだれ餅」と「チーズもち」を発売した。
2007年（平成19年）4月からは、若者を取り込もうと食べ切りサイズをコンビニエンスストアで発売開始、人気商品となった。2006年（平成18年）度の販売額は約14億円であったが、2007年度は上半期（9月）で前年度の売り上げを上回った。2008年（平成20年）2月にはファンサイトを開設した。

## 主なシリーズ商品
- ふんわり名人 きなこ餅
- ふんわり名人 チーズもち
- ふんわり名人 みたらし団子味
- ふんわり名人 ごまだれ餅
- ふんわり名人 たまご味（コンビニ限定）
- ふんわり名人 北海道チーズもち
- ふんわり名人 桜えびもち
- ふんわり名人 黒みつきなこ
- ふんわり名人 ミルク餅 バニラ風味
- ふんわり名人 もも味
- ふんわり名人 甘酒仕立て。 - 大関とのコラボ商品
- ふんわり名人 瀬戸内レモン
- ふんわり名人 いちごショコラ
- 越後製菓×チロルチョコ ふんわり名人 きなこもち（発売元：モントワール）

（販売終了商品を含む）